# Gamasellus shcherbakae
Gamasellus shcherbakae är en spindeldjursart som beskrevs av Davydova 1982. Gamasellus shcherbakae ingår i släktet Gamasellus och familjen Ologamasidae. Inga underarter finns listade i Catalogue of Life.